# Miles Monitor
Die Miles M.33 Monitor war ein zweimotoriges Zielschleppflugzeug des britischen Herstellers Miles Aircraft, das gegen Ende des Zweiten Weltkriegs entwickelt wurde. Ursprünglich für den Einsatz bei der Royal Air Force und dem Fleet Air Arm gedacht, wurde es letztendlich von keiner der beiden Organisationen eingesetzt.

## Entwicklung und Konstruktion
Die Monitor wurde nach der Air Ministry Specification Q.9/42 für ein zweimotoriges Hochgeschwindigkeitszielschleppflugzeug für die Royal Air Force entworfen. Die Spezifikation verlangte eine Schleppgeschwindigkeit von mindestens 300 mph (483 km/h), eine Geschwindigkeit von 90 mph (145 km/h) beim Schleppen von Zielen, eine Reichweite von drei bis vier Stunden und – sehr ungewöhnlich – die Möglichkeit, das gesamte Flugzeug demontieren und in Standardkisten verpacken zu können. Zunächst wurden zwei Prototypen bestellt. Der erste Prototyp mit der Seriennummer NF900 absolvierte seinen Jungfernflug am 5. April 1944 und erreichte eine Höchstgeschwindigkeit von 360 mph (579 km/h).
Die Monitor war ein Schulterdecker mit einem Ganzmetallrumpf und Tragflächen aus Holz. Ursprünglich sollten Tragflächen und Fahrwerk der Bristol Beaufighter verwendet werden, um Entwicklung und Bau zu beschleunigen, aber aufgrund erhöhten Bedarfs an der Beaufighter wurde schließlich nur das Fahrwerk verwendet und eine neue, einteilige Tragfläche entworfen. Die Maschine wurde von zwei Wright R-2600-31 Cyclone Sternmotoren angetrieben, die mit Propellern vom Typ Hamilton Standard Hydromatic ausgestattet waren. Sie verfügte über eine neuentwickelte hydraulische Winde, da herkömmlichen Winden nur bei Geschwindigkeit bis etwa 150 mph (241 km/h) verwendet werden konnten und die Monitor die doppelte Geschwindigkeit erreichen sollte.
Die Anforderung für ein Zielschleppflugzeug wurde von der Royal Air Force aufgegeben und die Bestellungen für die Monitor vom Fleet Air Arm übernommen. Der Fleet Air Arm benötigte jedoch ein Flugzeug mit der Fähigkeit, Sturzflugbombardierungen auf Kriegsschiffe zu simulieren. Um die neue Anforderung zu erfüllen, wurde die Monitor mit hydraulisch betriebenen Bremsklappen, Kameras in der Nase für die Erfassung von Schiffsgeschützen sowie einer Radarausrüstung in einer mittig auf dem Rücken montierten Kuppel zur exakten Flughöhenbestimmung versehen. Diese Version wurde als Monitor TT Mk. II bezeichnet.
Die 10 PS (7 kW) starke Winde der Monitor wurde mit einem 6.000 ft (1.829 m) langen Schleppkabel bestückt und war in der Lage, Zielbänder und Zielschläuche sowie spezielle geflügelte Ziele mit einer Spannweite zwischen 16 ft (5 m) und 32 ft (10 m) zu schleppen. Ersatzziele wurden an Bord verstaut und konnten während des Fluges gewechselt werden. Die geflügelten Zielkörper wurde mittels eines 250 ft (76 m) langen Seils vom Boden aus gezogen.
Am Ende des Zweiten Weltkriegs wurde Verträge für sechzig Exemplare storniert. Lediglich zwanzig Exemplare wurden gebaut. Wie alle Flugzeuge, die für den militärischen Dienst vorgesehen waren, wurde auch die Monitor vom Aeroplane and Armament Experimental Establishment auf der Luftwaffenbasis der Royal Air Force MoD Boscombe Down evaluiert.

## Nutzung
Die erste an das A&AEE gelieferte Maschine, der Prototyp mit der RAF-Seriennummer NF900 geriet bei einer Landung im August 1944 in Brand, wobei ein Crewmitglied getötet wurde. Der zweite Prototyp (FAA-Seriennummer NF904) erlitt im August 1945 eine Bruchlandung auf dem Flugplatz Boscombe Down. Die Serienmaschine mit der RAF-Seriennummer NP409 stürzte während extremer Flugmanöver ins Meer. Dabei kamen beide Besatzungsmitglieder ums Leben.
Letztendlich wurde keine der gebauten Maschinen in Dienst gestellt und die unbeschädigten Maschinen wurden schließlich verschrottet.

## Versionen
Monitor TT Mk I
Prototyp für die Royal Air Force, ein Exemplar gebaut
Monitor TT Mk II
Version für den Fleet Air Arm, ein Prototyp und zwanzig Serienexemplare gebaut

## Technische Daten (TT.Mk.2)
| Kenngröße             | Daten                                                        |
| --------------------- | ------------------------------------------------------------ |
| Besatzung             | 2                                                            |
| Länge                 | 47,67 ft (14,53 m)                                           |
| Spannweite            | 56,25 ft (17,15 m)                                           |
| Höhe                  | 14,25 ft (4,34 m)                                            |
| Flügelfläche          | 500 ft² (46,5 m²)                                            |
| Flügelstreckung       | 6,3                                                          |
| Leermasse             | 15.850 lb (7.189 kg)                                         |
| max. Startmasse       | 21.075 lb (9.559 kg)                                         |
| Reisegeschwindigkeit  | 230 kn (426 km/h)                                            |
| Höchstgeschwindigkeit | 290 kn (537 km/h)                                            |
| Dienstgipfelhöhe      | 29.000 ft (8.839 m)                                          |
| Reichweite            | 2.390 NM (4.426 km)                                          |
| Triebwerke            | 2 × Wright R-2600-31 Twin Cyclone mit je 1.700 PS (1.250 kW) |